# Kuh-e Jang Qal’eh
Der Kuh-e Jang Qal’eh ist ein Berg im südwestlichen Teil des zentralafghanischen Berglands.
Er liegt im äußersten Osten der Provinz Farah.
Der Berg ist mit einer Höhe von 4171 m der höchste Gipfel der Provinz sowie im Gebirgszug Chalap Dalan. Er befindet sich 205 km ostnordöstlich der Provinzhauptstadt Farah. Der Farāh Rud entwässert die Nordwestflanke, der Khash die Südostflanke.